# Kanton Sígsig
Der Kanton Sígsig befindet sich in der Provinz Azuay im Süden von Ecuador. Er besitzt eine Fläche von 674,5 km². Im Jahr 2020 lag die Einwohnerzahl schätzungsweise bei 30.500. Verwaltungssitz des Kantons ist die Kleinstadt Sígsig mit 3676 Einwohnern (Stand 2010). Der Kanton Sígsig wurde im Jahr 1864 eingerichtet.

## Lage
Der Kanton Sígsig befindet sich im Osten der Provinz Azuay. Das Gebiet liegt in den Anden. Der Río Santa Bárbara, rechter Quellfluss des Río Paute, entwässert das Areal nach Norden. Die Fernstraße E594 von Gualaquiza nach Gualaceo führt durch den Kanton und an dessen Hauptort vorbei.
Der Kanton Sígsig grenzt im Südosten an den Kanton Gualaquiza der Provinz Morona Santiago, im Südwesten an ie Kantone Nabón und Girón, im Westen an den Kanton Cuenca sowie im Norden an die Kantone Gualaceo und Chordeleg.

## Verwaltungsgliederung
Der Kanton Sígsig ist in die Parroquia urbana („städtisches Kirchspiel“)
- Sígsig

und in die Parroquias rurales („ländliches Kirchspiel“)
- Cuchil (Verwaltungssitz in Cutchil)
- Güel
- Jima
- Ludo
- San Bartolomé
- San José de Raranga

gegliedert.

## Ökologie
Entlang dem Ostrand des Kantons erstreckt sich das Schutzgebiet Bosque Protector Moya-Molón.